# Max Dingel
Max Dingel je německý hudební producent a zvukový inženýr. Narodil se v Německu a v roce 1999 se přestěhoval do Londýna. Během své kariéry spolupracoval s mnoha skupinami, mezi něž patří například White Lies, The Killers, James, Stereophonics a The Hoosiers. V roce 2006 se podílel na nahrávání a mixování písně „Jumbo (In Tha Modern World)“ velšského hudebníka Johna Calea. Rovněž hraje na několik nástrojů, včetně kláves a syntezátorů.

## Diskografie (nekompletní)
- How May I Help You? (Sikth, 2002) – producent
- You Gotta Go There to Come Back (Stereophonics, 2003) – zvukový inženýr
- Sam's Town (The Killers, 2006) – zvukový inženýr
- Stainless Style (Neon Neon, 2008) – zvukový inženýr
- To Lose My Life… (White Lies, 2009) – producent
- The Illusion of Safety (The Hoosiers, 2010) – producent, zvukový inženýr
- Ritual (White Lies, 2011) – producent
- Kingdom (Heathers, 2012) – producent, zvukový inženýr
- De Polvo y Flores (Miss Caffeina, 2013) – producent, zvukový inženýr
- La Petite Mort (James, 2014) – producent
- One (Kate Boy, 2015) – mixing
- Girl at the End of the World (James, 2016) – producent